# Aéroport international de Bandar Seri Begawan
L’aéroport international de Brunei (en malais : Lapangan Terbang Antarabangsa Brunei ; en jawi : لاڤڠن تربڠ انتارابڠسا بروني) est le principal aéroport de Brunei. Situé dans la capitale du pays, Bandar Seri Begawan, l'aéroport abrite la base aérienne de Rimba, qui elle, sert de siège à la force aérienne royale de Brunei.

## Géographie
| Bandar Seri Begawan Anduki |

## Histoire
Le transport aérien commercial débute à Brunei en 1953, avec l'établissement d'un service de réseaux aériens reliant Bandar Seri Begawan à Seria dans le district de Belait. Les vols initiaux vers la Malaisie furent créés pour transporter les voyageurs venant de Labuan (Indonésie) (Sabah) et de Lutong (Sarawak). Les services de l'aéroport furent effectués depuis la zone des Berakas sur une ancienne piste d'atterrissage construite par les Japonais durant la Seconde Guerre mondiale. Il était alors connu comme l'aéroport de Brunei.

## Compagnies aériennes et destinations
| Compagnies                           | Destinations |
| ------------------------------------ | --- |
| AirAsia                              | Kuala Lumpur |
| Cebu Pacific                         | Manille-N. Aquino |
| Lucky Air                            | Kunming-Changshui, Nanning |
| Malaysia Airlines                    | Kuala Lumpur |
| Royal Brunei Airlines                | - Bangkok-Suvarnabhumi, - Brisbane, - Denpasar-Bali, - Dubaï, - Hô Chi Minh Ville (Tân Sơn Nhất), - Hong Kong, - Djakarta-S.-Hatta, - Kota Kinabalu, - Kuala Lumpur, - Londres-Heathrow, - Manille-N. Aquino, - Melbourne-Tullamarine, - Séoul-Incheon, - Shanghai-Pudong, - Singapour-Changi, - Surabaya-Juanda En saison :Djeddah - Roi-Abdelaziz, Xi'an-Xianyang |
| Singapore Airlines                   | Singapour-Changi |
| Singapore Airlines opéré par SilkAir | Singapour-Changi |

Édité le 16/02/2018